# Boualem Titiche
Pour les articles homonymes, voir Boualem (homonymie).
Boualem Titiche (en arabe : بوعلام تيتيش), de son vrai nom Boualem Mansouri, né à Ruisseau (rue Mirabeau) à Alger, Algérie, le 27 avril 1908, et mort le 1er décembre 1989 à Alger, est un musicien algérien de zorna (ou ghaïta), instrument à vent et à anche double. Il est considéré comme le maître du genre zarnadji (style musical hérité de l'époque ottomane).

## Biographie
Boualem Titiche, Boualem Mansouri de son vrai nom, est considéré comme le maître du genre zarnadji. Dès son jeune âge, Boualem, né en 1908 dans la Casbah d'Alger, accompagnait son père Hadj Ahmed à la percussion (tbilette). Hadj Ahmed, lui-même maître zornadji, devait légué à  son fils l’amour de cette musique, la rigueur dans l’interprétation, l’importance accordée au costume, mais aussi le pseudonyme Titiche,.

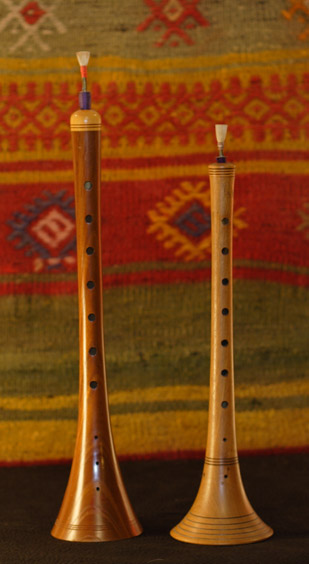
Zorna, appelé aussi Zurna, Ghaïta

Boualem Titiche, est le plus célèbre instrumentiste de zorna en Algérie, dans un style musical héritée de l’époque ottomane. La zorna se répand en Algérie par le biais d’une musique militaire d’origine Ottomane, jouée en plein air dans les villes de garnison comme Alger, Koléa, Blida ou Béjaïa. Elle a peu à peu évolué vers le registre religieux avant de se mêler au Chaâbi, la chanson populaire. Ce syncrétisme musical fait de la zorna un instrument mais également un style musical dont Boualem Titiche est l’une des icônes en Algérie.
Boualem Titiche est alors à la zorna, (ou ghaïta), ce que Mustapha Skandrani est au piano, Abdelghani Belkaïd-Ahmed au violon, ou encore Ali "Alilou" Debbah à la derbouka. Il se faisait un point d’honneur de perpétuer la Zorna, portée par la ghaïta, les tbilett et le tbel, habillé en costume traditionnel algérois: serwal testifa (pantalon traditionnel), bediaa (gilet brodé), chechia stamboul (le couvre-chef propre au citadins) et babouches aux pieds, devenant ainsi l’ambassadeur d’une tenue vestimentaire en perdition. Ce costume deviendra plus tard l'habit de fête pour les enfants et sera repris sous plusieurs déclinaisons dans les spectacles, notamment ceux du ballet national,.
Son souffle exceptionnel, Boualem le mettra également au service du sport, en rejoignant la section course à pied du Mouloudia Club d'Alger. En 1932, Boualem Titiche crée son propre orchestre, se rapproche des associations de musiques andalouses El Mossilia et El Djazaïria et remporte, la même année, le cross de rue organisé entre Bologhine et Aïn Benian.
Après l’indépendance, il commence à animer des spectacles et accompagner des chanteurs à succès de l’époque. Boualem Titiche se consacrera, par la suite, à l’enseignement de la zorna au conservatoire de El Biar, à Alger.
Boualem Titiche décède le 1ᵉʳ décembre 1989 à Alger. Il demeure le plus grand musicien de Zorna, et vit toujours à travers une relève prolifique qui perpétue cet art musical traditionnel algérois,.

## Discographie
- Discogs : Boualem Titiche (بوعلام تيتيشي) discography